# December 1998
Dit artikel geeft een chronologisch overzicht van alle belangrijke gebeurtenissen per dag in de maand december van het jaar 1998.

## Gebeurtenissen

### 1 december
- Het Amerikaanse Huis van Afgevaardigden stemt voor impeachment (procedure van afzetting) van president Bill Clinton.
- Oliebedrijf Exxon kondigt de overname van Mobil aan. Na de deal van €56,7 miljard vormt Exxon-Mobil de grootste onderneming van de wereld.
- Minister Roger van Boxtel (Grote Steden- en Integratiebeleid) stelt vast dat Nederland een immigratieland is en zich moet instellen op een steeds grotere druk op het integratiebeleid.
- De Haarlemse organist Albert de Klerk overlijdt op 81-jarige leeftijd.

### 3 december
- Premier Wim Kok ontkent dat hij op 20 november de sociale partners op heeft geroepen de lonen te matigen. Minister Gerrit Zalm (Financiën) voorspelt zwaar weer voor het kabinet als het in maart 1999 financiële beslissingen moet nemen.
- De nieuwe Europese Centrale Bank geeft haar visitekaartje af. In een gezamenlijke actie verlagen elf toekomstige eurolanden hun geldmarktrente uitgezonderd Italië van 3,30 naar drie procent. Het tarief was sinds oktober niet veranderd. Met dit rentepeil gaat de euro op 1 januari van start.

### 4 december
- De gebiedsuitbreiding van de gemeente Den Haag per 1 januari 1999 met delen van omliggende gemeenten wordt uitgesteld nadat de rechter de grenscorrecties voorlopig had verboden.
- Fusie in de energiesector: vijf regionale energie- en distributiebedrijven waaronder het Gelders-Friese Nuon en ENW uit Noord-Holland willen samengaan. Daarmee ontstaat het grootste energiebedrijf in Nederland met 40 procent van de markt en een omzet van 7,5 miljard gulden.
- Ploegleider Cees Priem, verzorger Jan Moors en arts Andrei Michailov mogen Frankrijk na ruim vier maanden verlaten. Het TVM-drietal zat vast op verdenking van handel en verstrekking van verboden middelen.

### 6 december
- Hugo Chávez wordt tot president van Venezuela verkozen.
- De Franse beeldhouwer C'esar overlijdt op 77-jarige leeftijd.

### 9 december
- De Nederlandse overheid moet de joodse gemeenschap bijna 50 miljoen gulden betalen als vergoeding voor de gelden die na de Tweede Wereldoorlog zijn ingehouden, vindt de commissie-Kordes. Begin dit jaar concludeerde de commissie al dat de verkoop van joodse kleinoden aan medewerkers van het Ministerie van Financiën in 1968 ongepast maar rechtmatig was geweest.
- AFC Ajax en PSV Eindhoven worden uitgeschakeld in de UEFA Champions League. Drie dagen na de 3-0 nederlaag tegen FC Porto ontslaat het Ajax-bestuur trainer Morten Olsen, die wordt opgevolgd door oud-international Jan Wouters.

### 10 december
- De Britse minister van Binnenlandse Zaken, Jack Straw, maakt de weg vrij voor de uitlevering aan Spanje van de Chileense ex-dictator Augusto Pinochet.

### 11 december
- Bij de EK zwemmen kortebaan (25 meter) in Sheffield wint de Nederlandse ploeg vijftien medailles, waaronder zes gouden. Mark Veens, Johan Kenkhuis, Stefan Aartsen en Pieter van den Hoogenband zwemmen een wereldrecord op de 4x50 meter vrije slag, 1.26,99.

### 12 december
- Het Zwitserse IOC-lid Marc Hodler zegt dat zes IOC-leden geld hebben gekregen in ruil voor hun stem voor de kandidatuur van Salt Lake City. Een week later beweert Der Spiegel dat Anton Geesink een van hen is. De kritiek op het IOC-lidmaatschap van Willem-Alexander zwelt aan.
- Een zwakbegaafd meisje van zestien jaar verblijft door wachtlijsten in de gespecialiseerde instellingen een half jaar in een isoleercel van het Academisch Ziekenhuis Utrecht. Sinds vijf weken ligt ze met haar enkels en polsen dag en nacht vastgebonden aan bed. Het meisje wordt elders geplaatst.
- De commissie voor Justitie van het Amerikaanse Huis van Afgevaardigden stemt voor afzetting van president Bill Clinton. Leiders van de Republikeinse partij roepen Clinton op af te treden.

### 13 december
- De Nederlandse staat verkoopt zijn pakket van een derde van de aandelen van autofabrikant Nedcar.

### 14 december
- Koninklijke Shell gaat fors reorganiseren. Het bedrijf wil 40 procent van haar chemieactiviteiten verkopen. Investeringen en kosten moeten naar beneden. In Nederland kost de ingreep ongeveer duizend banen.

### 15 december
- Irak komt zijn belofte van 14 november niet na om weer volledig met de inspecteurs van de VN-wapencommissie samen te werken, schrijft UNSCOM-chef Richard Butler in een rapport.

### 16 december
- Zevenduizend onderwijzers staken om een hoger salaris en een verlaging van de werkdruk af te dwingen. Sommige scholen blijven dicht. De onderwijzers zijn ontevreden over het CAO-bod van minister Loek Hermans (Onderwijs).
- De Verenigde Staten lanceren grootscheepse raketaanvallen op Irak, in samenwerking met Groot-Brittannië.
- De voorgenomen fusie tussen de verzekeringsgroep Achmea en de Rabobank loopt stuk. Met de fusie zou een van de grootste conglomeraten van Nederland zijn ontstaan. Oorzaak is onenigheid over het samenvoegen van activiteiten in vermogensbeheer en pensioenen.

### 18 december
- Het Nederlandse kabinet neemt zich voor volgend jaar te beslissen over de vraag of Schiphol op de lange termijn door mag groeien of moet worden verplaatst naar een eiland in de Noordzee. Op middellange termijn kan de nationale luchthaven doorgroeien tot 520.000 à 600.000 vluchten per jaar.

### 20 december
- In Amsterdam winnen de Noorse handbalsters voor de eerste keer de Europese titel door in de finale titelverdediger Denemarken met 24-16 te verslaan.

### 22 december
- Justitie rondt het gerechtelijk vooronderzoek tegen de van drugshandel verdachte Desi Bouterse af.

### 29 december
- Leiders van de Rode Khmer verontschuldigen zich voor de genocide in Cambodja in de jaren zeventig, waarbij meer dan één miljoen mensen omkwamen.

### 31 december
- Als een van de laatste landen in het Caraïbisch gebied tekent Suriname een overeenkomst met de Verenigde Staten op het gebied van drugsbestrijding.

<< · januari · februari · maart · april · mei · juni · juli · augustus · september · oktober · november · december · >>